# Fusa

Fusa este o comună din provincia Hordaland, Norvegia.

## Descriere
Este situată la altitudinea de 1.719 m, și avea în anul 2005 3.709 de locuitori. Comuna este situată în județul Hordaland, și se învecinează la nord cu comuna Samnanger, la est cu Kvam, la sud cu Kvinnherad și la vest cu comunele Tysnes și Os.

## Personalități marcante
- Liv Grete Poirée